# あみだ池大黒
株式会社あみだ池大黒（あみだいけだいこく）は、大阪府大阪市西区に本店を置く菓子メーカー。1805年（文化2年）に創業した創業200年以上の老舗で、大阪名物「おこし」を製造する。

## 概要
1805年（文化2年）に初代の小林林之助が粟おこしの製造を始めたことで創業した。1928年（昭和3年）に原料からの一貫生産の近代的な工場が完成した。1945年（昭和20年）に大阪大空襲による戦災被害を経て、1951年（昭和26年）に株式会社あみだ池大黒を設立、営業を再開した。1987年（昭和62年）には兵庫県西宮市西宮浜に新工場が竣工し、工場及び営業本部が移転した。
社名は、初代が長堀川「あみだ池」の畔に店舗を構えたことに由来している。また、おこしの原材料にお米を使っていることから、五穀豊穣の神・大黒様にあやかり、屋号に「大黒」を用いた。
大阪土産の定番として人気である。

## 主な商品
- おこし
  - 粟おこし10枚束
  - 岩おこし10枚束
  - 福おこし（季節限定販売）
  - 福の花
  - 浪の詩
  - 大阪おこし
  - 大阪城主
  - 岩おこし短尺
  - ミニ岩おこし
  - ミニ黒豆おこし
  - ピーナッツそふと
  - フルーツスティック

- 焼き菓子
  - 大阪ちよ子バウムクーヘン
  - 大阪北堀江まぁるくきゃらめりぜ
  - 関西弁チョコチップクッキー
  - 関西弁まんじゅう
  - 大阪もちまろ菓
  - 大阪花ラング

- チョコレート菓子
  - 大阪ちよ子
  - メランジェショコラ
  - ベイクドメランジェ
  - 関西弁ミルククランチ

- pon pon Ja pon 
  - pon pon coco

- マシューアンドクリスピー
  - クリスピーケーキ
  - クリスピーベビー

## 事業所・主な販売拠点
- 直営店
  - 本店：大阪市西区北堀江3丁目11-26
  - なんばウォーク店：大阪市中央区難波2丁目1-13 なんばウォーク1番街南通り
  - ルクアイーレ店(ポンポン×クリスピー)：大阪市北区梅田3-1-3　ルクアイーレ2階
  - 大阪国際空港店(ポンポン×クリスピー)：：豊中市蛍池西町3丁目555番地　
  - （閉店）新大阪店(ポンポン×クリスピー)：大阪市淀川区西中島5丁目16番1号　JR新大阪駅 在来線改札内
- その他大阪府内の百貨店やJR新大阪駅、近鉄上本町駅、大阪国際空港、関西国際空港、神戸空港などの売店、サービスエリア、ホテル、テーマパーク などで販売されている。
- 工場・営業本部：兵庫県西宮市西宮浜1-4-1

## 受賞歴
- 1911年（明治44年） - 第1回帝国菓子飴大品評会 1等賞梶川賞
- 1919年（大正8年） 　- 第3回全国菓子飴大品評会 名誉大賞牌
- 1921年（大正10年） - 第4回全国菓子飴大品評会 名誉大賞牌
- 1923年（大正12年） - 第5回全国菓子飴大品評会 名誉大賞牌
- 1977年（昭和52年） - 第19回全国菓子大博覧会「高松宮名誉総裁賞」
- 1998年（平成10年） - 第23回全国菓子大博覧会 「内閣総理大臣賞」
- 2008年（平成20年） - 第25回全国菓子大博覧会 「橘花栄光章」
- 2017年（平成29年） - 第27回全国菓子大博覧会　「名誉総裁賞」「食料産業局長賞」

## その他取り組み
平成21年（2009年）7月、安全安心な食品の製造* 加工を県が認定する「県食品衛生管理プログラム（県版HACCP）」制度で、兵庫県の菓子* パン製造工程の第1号に認定された。原料入荷から生産までの工程でHACCP（危害分析重要管理点）の概念を徹底浸透させ、工場の安全・安心のレベルを大きく向上させた。

### 地域活動
- 地元への還元事業として、「大阪産（もん）名品の会」「大阪観光土産品協会」など大阪府・市の事業に積極的に参加している。
- 大阪府と共同で、堀江小学校での食育授業を行っている[3]。（授業内容はあみだ池大黒の内定者が、研修の一環として自分たちで考え、作り上げる。）
- 「にし恋マルシェ」といった西区主催の地域イベントにも参加し、地域を盛り上げるための活動に力を注いでいる。

### トピックス
- 屋号にちなんだ大黒様のコレクションとして、約3,500体もの大黒様が本店の土蔵に祀られている。